# Michal de Causis
Michal z Brodu, zvaný de Causis, česky Súdný (před 1380, Německý Brod – asi 1432, Basilej) byl český kněz, prokurátor papežské kurie, známý z procesu s Janem Husem. Michal pocházel z Německého Brodu (dnes Havlíčkův Brod) a jeho mateřským jazykem byla němčina.
První zmínka o něm pochází z roku 1392, kdy se objevuje jako veřejný notář. Od roku 1399 byl farářem v kostele svatého Vojtěcha pod Zderazem v Novém Městě pražském. V roce 1404 se podílel na odvodňování (právní pomocí) dolů v Polsku. Později přijal od krále Václava značnou částku peněz na povznesení zlatých dolů v Jílovém, ale jejich opravu neprovedl a asi v roce 1408 utekl i s předem získanými penězi do Říma, kde se živil jako právník. Papež Jan XXIII. ho pak u papežské kurie jmenoval prokurátorem de causa fidei. Jako takový v roce 1411 vypracoval žalobné články proti Husovi, v kterých Husa označil za viklefistu. I Husův prokurátor Jan z Jesenice se dostal s Michalem do sporu (kvůli svému úzkému spojení s Husem byl také označován za viklefistu), ovšem Jan nereagoval na žalobné články a v roce 1412 utekl z Říma, stejného roku také došlo k rozsudku nad Husem, v kterém byla zpřísněna klatba. Michal se také účastnil kostnického koncilu, kde se spojil se Štěpánem z Pálče a jako advokát Husových žalobců vedl proti Husovi a jeho stoupencům proces. Zemřel roku 1432 v Basileji.